# Hajime社長
Hajime社長（1993年2月14日—），日本YouTuber，中文常譯為「哈吉咩社長」、「哈基咩社長」、「哈基麵社長」、「第一社長」、「初次社長」、「豆芽菜社長」等。名稱來自其本名江田元(日語：えだ はじめ 羅馬拼音：Eda Hajime)中，漢字「元」(日語：はじめ 羅馬拼音：Hajime)的唸法。上傳的影片主題包括生活實驗、惡作劇、靈異探索、文具介紹、遊戲實況、商品介紹與企業合作等，例如「全身黏滿曼陀珠後跳進裝滿可樂的浴缸」、「將超商全部的飲料混合之後喝掉」、「用橡皮筋捆綁哈密瓜使其爆炸」，以及花100萬日圓從北海道稚內市(日語：わっかないし 羅馬拼音：Wakkanai shi )宗谷岬(日語：そうやみさき 羅馬拼音：Souyamisaki )搭計程車到福岡市。
2016年3月，YouTube個人頻道訂閱人數排名曾超越HIKAKIN經營的主頻道HikakinTV，成為日本 Youtuber 第一位，但現已被其他人超越，而HikakinTV現時的訂閱人數也重新超越。
截至2024年10月8日，個人頻道訂閱數來到1460萬，影片總點閱數接近118億，推特專頁追蹤人數亦超過538萬。

## 生平

### 早年
1993年2月14日生於富山縣砺波市，因為家人希望他充滿元氣，因此起名「元」。
國高中時期曾任學生會副會長，影片的靈感也是來自於高中時期與朋友一起設計的各種古怪遊戲。高中時期因為過度沉溺籃球社的活動，成績糟糕，但是當時的女友因為成績優良得到推薦入學，將到外地上大學，社長受到刺激開始用功，最後以第一名的成績推薦進入第一志願靜岡大學。

### 開始投稿YouTube
最初的動機是大學一年級春假時與女友分手後，抱著找一點事做的心態與朋友一起嘗試拍攝YouTube影片。2012年3月，與大學同窗開始以「はじめカンパニー」為名上傳影片，但是觀看數不甚理想。社長隨後又開設了個人頻道，將名稱變更為「はじめ社長」，以各種奇特的實驗與挑戰開始走紅。
2013年9月起前往英國留學，2014年歸國後，於4月1日宣布加入UUUM。2016年3月，個人頻道訂閱總人數達到日本第一，同年大學畢業。2017年2月起開設付費粉絲俱樂部。
2017年3月20日，Hajime社長被前女友爆料同時腳踏兩條船，形象受到重創。同月30日，社長在收費的粉絲俱樂部貼出公告，表示對於近日的騷動感到身心俱疲，失去製作影片的動力，將暫時休息一段時間。
2017年5月12日，Hajime社長的YouTube頻道上傳了新影片，恢復活動。

## 紀錄
2015年11月22日上傳的影片中，Hajime社長召集粉絲參加一二三木頭人大會，並邀請金氏世界紀錄官方進行審查，以740位玩家的數量（739位粉絲與社長）成功打破原先448位的紀錄，成為新的「最多人同時進行一二三木頭人遊戲」的紀錄保持人。
2018年3月4日 Hajime社長達到六百萬訂閱，是日本第1個達到六百萬的個人YouTuber ，也是日本訂閱人數最高的YouTuber。
2019年3月 為促進青年族群投票率，靜岡縣選舉管理委員會邀請Hajime社長為靜岡縣拍攝選舉宣傳海報，並廣泛張貼在各公共設施。
2021年12月23日 YouTuber頻道「Hajime社長」訂閱人數達到1千萬。

## 爭議事件
2017年3月17日，Hajime社長上傳了一個與影片後製軟體SNOW合作的商業影片，因為後製上的失誤，意外秀出了SNOW軟體上一個名為「まなみ」的聯絡人。由於日本人習慣上只有極為親近的人才會直呼名字，因此影片上傳之後即在粉絲間引起了極大的討論，雖然社長之後又上傳了一部影片，否認跟這位「まなみ」有親密關係，只是因為查看過她的個人檔案才會出現在聯絡人中。但是另一位YouTube頻道經營者「みずにゃん」上傳影片宣稱這位「まなみ」是知名模特兒江野澤愛美（えのさわ まなみ）；江野澤隨後也在自己的個人推特上證實了此事，但很快又將推文刪除。
隨後在2017年3月20日，「みずにゃん」在其個人頻道上又上傳了另一部影片，聲稱自己收到Hajime社長前女友「れいな」的爆料，指責社長在2017年2月14日（社長生日）宣稱因為有影片要製作不能一起慶祝，但卻在家裡跟一名女模特兒「江崎葵」（江崎あおい）單獨過夜。社長則聲稱該模特兒是多年好友，只是因為錯過末班車無法回家所以借住一夜而已，「れいな」無法相信，兩人爭吵之後分手。而為了取信觀眾，「みずにゃん」邀請「れいな」進行不露臉的直播專訪，專訪途中收到另一名YouTube頻道經營者，以「大食」（大胃王）著名的木下佑香傳訊，表示希望跟「れいな」在直播中談一談。木下隨後在直播中坦承在2016年下半年曾與社長交往，2016年12月分手，而「れいな」則是在2016年10月時與社長交往。
2017年3月22日，直播事件爆發後，Hajime社長在個人頻道上傳了說明影片，嚴肅鄭重地承認「れいな」確實是自己的前女友，以及在2016年年末確實同時與「れいな」以及木下佑香交往的不檢點情況，但仍堅持否認與2月14日留宿的江崎葵有任何親密關係，只是單純的幫助朋友而已。上傳影片之後便關閉了自己的LINE。同日，木下佑香在其個人頻道上上傳了道歉影片，表示為引起如此大的騷動表示歉意。江崎葵也於同日在推特上發表聲明，表示自己目前單身，沒有跟任何人交往，與Hajime社長只是關係很好的朋友而已，因為這件事情，友情也已經徹底結束。
2017年3月24日，爆料整起事件的「みずにゃん」的推特帳號遭到凍結，「みずにゃん」借用友人的帳戶宣稱受到UUUM（木下佑香與Hajime社長的所屬經紀公司）高層的施壓，如果再爆料就要讓他接不到工作。
所有牽涉事件的當事人，Hajime社長、木下佑香、江崎葵等，雖然仍持續進行日常工作，但是其個人頻道、社群網站帳戶等都遭到大量用戶洗版，除支持者以外，亦包含大量的辱罵與攻擊性字眼。由於社長經常在影片中宣稱有女性恐懼症、社交障礙，卻涉入如此惡性的感情糾紛，對其形象是一次重創；而木下佑香也因為在直播中突然大爆料他人隱私的行為被部分人士指責沒有自制能力，但亦遭到木下在日本以外的支持者反擊，意外形成國內與國外用戶對峙的局面。

## 電視劇
- 為親愛的我致上殺意（2022年10月5日-， 富士電視台）飾演 satoru

## 書籍
- Photo Book（2015年8月26日發行、講談社出版）ISBN 978-4063649727
- Photo Book --（2016年7月21日發行、講談社出版）ISBN 978-4063649956

## 外部連結
- YouTube
  - YouTube上的（hajime）頻道
  - YouTube上的2 (hajime)頻道
- Twitter
  - (hajime)的X（前Twitter）
  - 的X（前Twitter）
- Hajime社長的Instagram帳戶